# Ernst Horsetzky von Hornthal
Ernst Horsetzky von Hornthal (německy Ernst Anton Karl Edler Horsetzky von Hornthal) (14. května 1865 Vídeň – 28. května 1943 Vídeň) byl rakousko-uherský generál. Do c. k. armády nastoupil v roce 1885 jako absolvent Vojenské akademie, později byl štábním důstojníkem u různých jednotek, uplatnil se také jako pedagog. Za první světové války se jako divizní velitel vyznamenal na východní frontě. Nakonec zastával post velitele 26. armádního sboru na italské frontě (1917–1918) a v roce 1918 dosáhl hodnosti generála pěchoty. V roce 1919 byl penzionován a od té doby žil v soukromí.

## Životopis

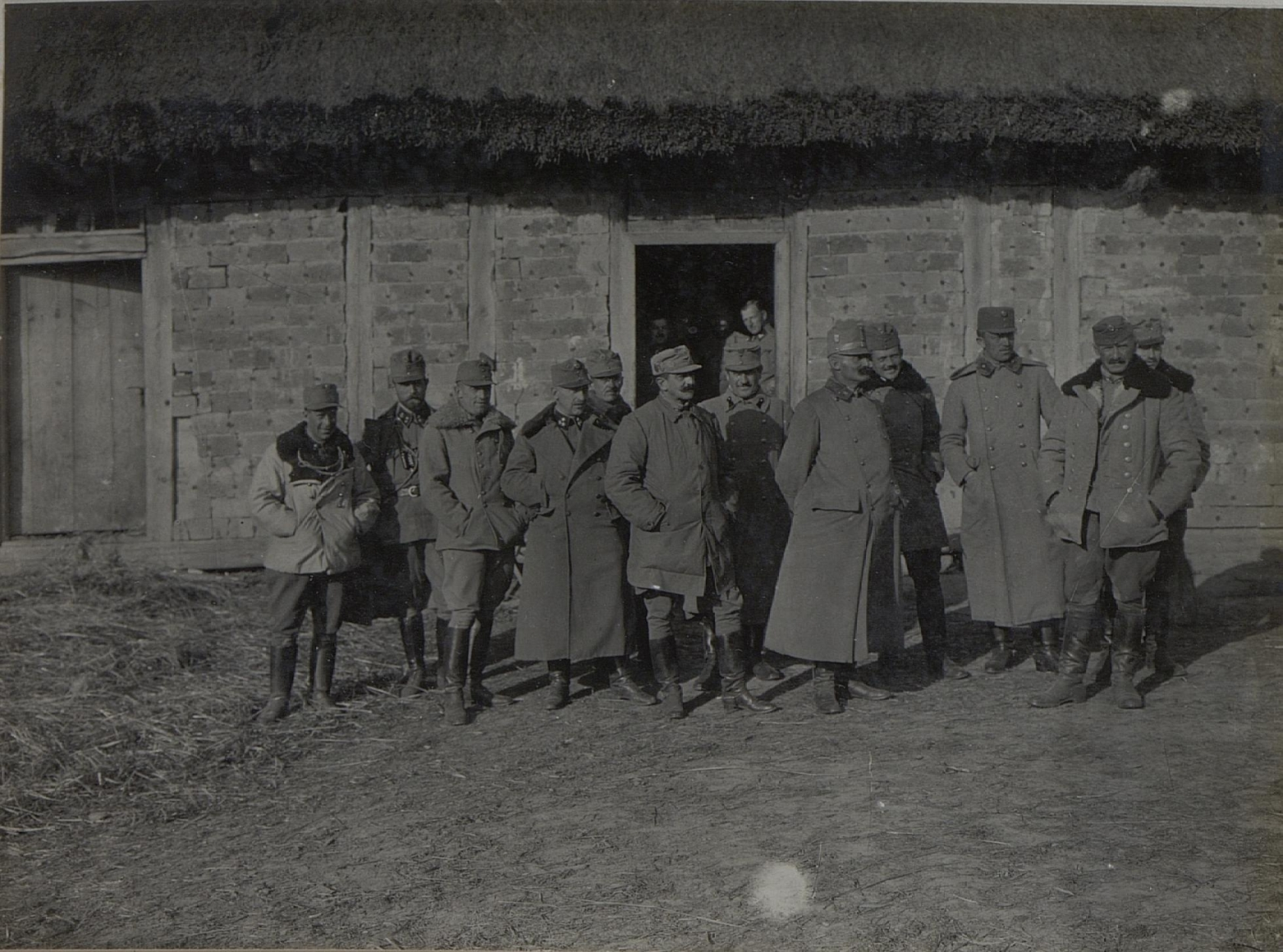
Ernst Horsetzky jako velitel 3. pěší divize na východní frontě (září 1915)

Pocházel z rodiny s vojenskou tradicí povýšené v roce 1826 do šlechtického stavu. Vojenskou průpravu získal nejprve v kadetní škole v Sankt Pölten a v jezdecké akademii v Hranicích, v letech 1882–1885 studoval na Tereziánské vojenské akademii ve Vídeňském Novém Městě. Jako poručík nastoupil v roce 1885 k 21. pluku polních myslivců v Sarajevu. V letech 1888–1890 si doplnil vzdělání na Válečné škole (K.u.k. Kriegsschule) ve Vídni a v roce 1889 byl povýšen na nadporučíka. Po roce 1890 působil jako štábní důstojník u 25. pěší divize ve Vídni a 59. pěší brigády v Černovicích. V roce 1893 byl povýšen na kapitána a v dalších letech vyučoval vojenské dějiny na Tereziánské vojenské akademii (1894–1897). Od roku 1897 sloužil u 38. pěšího pluku v Budapešti, kde byl v roce 1899 povýšen na majora a následně byl štábním důstojníkem u 13. armádního sboru v Záhřebu. V letech 1900–1905 vedl oddělení pro vojenský výcvik u generálního štábu a mezitím v roce 1902 dosáhl hodnosti podplukovníka. Jako plukovník (1905) byl poté zástupcem velitele 94. pěšího pluku v Terezíně a od roku 1907 šéfem štábu 12. armádního sboru v Sibiu.
V roce 1911 byl povýšen na generálmajora a převzal velení 59. brigády v Černovicích, kde již dříve sloužil. S touto brigádou byl na začátku první světové války převelen na východní frontu, kde se zúčastnil bojů v Haliči proti ruským vojskům. V říjnu 1914 byl jmenován velitelem 3. pěší divize a s generálem Rothem se vyznamenal v bitvě u Limanowy. V prosinci 1914 byl povýšen do hodnosti polního podmaršála a v září 1915 se mu s generálem Böhm-Ermollim podařilo prolomit ruskou frontu. V roce 1916 byl se svou divizí přeložen na italskou frontu, kde se v rámci 20. armádního sboru arcivévody Karla zúčastnil ofenzívy v jižním Tyrolsku. V listopadu 1917 byl jmenován velitelem 26. armádního sboru a k datu 1. května 1918 dosáhl hodnosti generála pěchoty. Po dílčích úspěších na italské frontě ztroskotal jeho pokus o protiofenzívu na Piavě (říjen 1918). Po rozpadu monarchie byl k datu 1. ledna 1919 penzionován a od té doby žil v soukromí ve Vídni. Po válce napsal dvě autobiografické knihy, v nichž zpracoval své působení za první světové války. Zemřel ve Vídni v roce 1943 a je pohřben na Ústředním hřbitově ve Vídni.
Jeho starší bratři Karl (1844–1906) a Adolf (1847–1929) sloužili také v c. k. armádě, oba dosáhli hodnosti polního zbrojmistra a zastávali funkce velitele armádního sboru. Sestra Melanie (1852–1931) se prosadila jako sochařka.

## Řády a vyznamenání
Během vojenské kariéry obdržel řadu ocenění.
- Jubilejní pamětní medaile (1898)
- Vojenský záslužný kříž III. třídy (1905)
- Vojenský jubilejní kříž (1908)
- Řád železné koruny III. třídy (1910)
- Mobilizační kříž (1913)
- rytířský kříž Leopoldova řádu s válečnou dekorací (1915)
- Vojenský záslužný kříž II. třídy s válečnou dekorací (1915)
- komandérský kříž Leopoldova řádu s válečnou dekorací (1916)
- Vojenská záslužná medaile (1916)
- Řád železné koruny I. třídy s válečnou dekorací (1917)
- Vyznamenání za zásluhy o Červený kříž (1918)
- Leopoldův řád I. třídy s válečnou dekorací (1918)

- Železný kříž II. třídy (Německo, 1915)

## Dílo
- Die Vier Letzten Kriegswochen; Vídeň, 1920
- Der Kampf um den Monte Asolone; Vídeň, 1927